# Bég

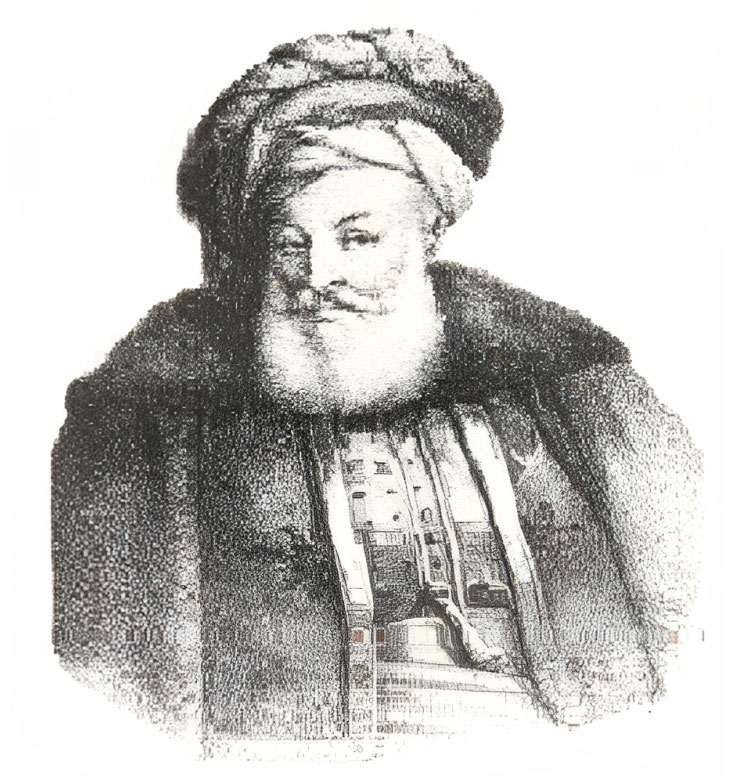
Ahmed bég – egy algériai török vezető tisztségviselő a 19. század elején

A bég (törökül: bej) széles körben, több értelemben használt oszmán, majd török méltóságnév. Az előkelőbb európaiakat is megtisztelték néha ezzel a címmel. Mai jelentése úr.
Eredetileg fejedelmi méltóság volt a bég cím, és a szeldzsuki időkben az egyes törzsek urai nevezték így magukat. A régi időkbeli bégek egy-egy területnek voltak független urai, és az első szultánoknak sokáig kellett a kis-ázsiai bejekkel harcolni, míg uralmukat megszüntethették. Később már nagyobb udvari méltóságokkal volt ez a cím kapcsolatban.
Az Oszmán Birodalomban a szandzsákbégnek, a vilajetnél kisebb területi egység, a szandzsák elöljárójának bég volt a megtisztelő címe. A tartomány vagy a nagyobb kerület fő tisztviselőjét beglerbégnek (begler-begi, bejler-beji) nevezték, aki alatt több bég állt.   Az első három oszmán uralkodó címe bég volt, 1383-tól nevezték őket szultánnak. A bég és a beglerbég címmel egyes (hűbéres) fejedelmek is rendelkeztek, mint például bégek voltak a havasalföldi és moldvai vajdák, Számosz szigetének urai és a tuniszi uralkodó, beglerbég a ruméliai, anatóliai és szíriai helytartó.
A legtágabb értelemben uralkodó, de elöljáró is egyben (például kjőj beji „a falu elöljárója”), előkelő származású (a pasák és magasabb tisztviselők fiai) vagy magas tisztséget viselő ember. Az utóbbi értelemben olyan magasabb katonai és hivatali rangú személy, aki nem rendelkezik pasa címmel. Kiváló szolgálatért a címet Törökországban és Egyiptomban európaiaknak is adományozták kitüntetésként (pl. ilcsi-beji „követ úr”, terdzsiimán beji „tolmács úr”, különösen a megszólításban). A mai udvarias beszédben az európaiak megszólítása. Indiában minden muszlimot megilleti. A bég női párja a begum, bejim („úrnő”), mely elsősorban a szultán anyját illette meg, de a magasabb birodalmi tisztviselők özvegyeit és az udvarhölgyeket is. Indiában a hercegnők és valamennyi muszlim nő megtisztelő megnevezése. Gyakran előfordul helynévként is (pl. Begumabad).
Összetételekben is gyakori volt a bej szó: 
- aláj-bej – a csendőrség ezredese
- mir-aláj-bej ezredes

Mint helységnév előfordul a Bej-oglu (Beyoğlu) (Bej fia) szóban, mely az isztambuli európai negyedének, Perának a török neve.
Etimológiaileg azonos a régi magyar bő nemzetségfői címmel.
Törökországban a bej és a pasa címeket 1934-ben, a vezetéknév-törvény bevezetésével eltörölték, a bej ma a férfiak udvarias megszólítása, a keresztnév után használatos.